# Gilson Daniel
Gilson Daniel Batista (Duque de Caxias, 13 de Agosto de 1970) é um político brasileiro, filiado ao partido Podemos (PODE), eleito para o cargo de Deputado Federal por Espírito Santo.

## Biografia
Começou na carreira política se candidatando-se à vereador de viana em 2004, no qual não se elegeu atingindo a votação de 274 votos.
Tentou novamente ser vereador de Viana em 2008 aonde conseguiu se eleger com 1.070 votos (3,36%).
Em uma tentativa ousada, se candidatou à Prefeito de Viana em 2012, sendo eleito e re-eleito em 2016.
Em 2022, tentou uma candidatura à deputado federal, onde com a votação de 74.215, se elegeu Deputado Federal por Espírito Santo.